# Ekopark Wschodni
Ekopark Wschodni – użytek ekologiczny zlokalizowany w Kołobrzegu, w granicach Trzebiatowsko-Kołobrzeskiego Pasa Nadmorskiego. 

## Charakterystyka
Powołany został przez miasto Kołobrzeg w 1996 roku. Zajmuje powierzchnię 385,86 ha (m.in. Bagicz, Podczele). Obiekt cenny ze względu na walory krajobrazowe, geomorfologiczne, faunistyczne i florystyczne. Zasadniczym elementem użytku była niecka słonawych torfowisk „Solne Bagno”. Obszar znajduje się w wykazie ostoi ptaków europejskiej sieci obszarów chronionych.
24 marca 2010 roku w Ekoparku nastąpiła katastrofa ekologiczna. Olbrzymi napór wody zgromadzonej w Ekoparku po wiosennych roztopach spowodował przerwanie wału z wydm na wysokości kładki rowerowej. Woda stworzyła wyrwę o szerokości około 55-60 metrów oraz zniszczyła drewniany most, który był częścią ścieżki rowerowej.

## Granice
Granice Ekoparku Wschodniego stanowią:
- od wschodu: granica gminy miejskiej Kołobrzeg oraz zachodnia granica osiedla mieszkaniowego Podczele,
- od południa: szosa i tor kolejowy Kołobrzeg – Koszalin, z wyłączeniem zespołu sanatoryjno-wczasowego w Podczelu, gruntów ornych między szosą Kołobrzeg – Koszalin a torem kolejowym Kołobrzeg – Koszalin i wschodnią granicą złoża borowiny,
- od zachodu: granica torfowiska Solne Bagno, złoża borowiny leczniczej,
- od północy: plaża Morza Bałtyckiego.

## Przyroda
Odnotowano tu występowanie wielu gatunków ptaków. Występują m.in. perkoz rdzawoszyi (5-6 par w 2005), bąk, kormoran, brodziec czy czapla. W latach 1985, 1990 i 1994 gniazdowały tu pojedyncze pary błotniaka zbożowego. Do spotykanych tu gatunków flory należą: grążel żółty, grzybienie białe, rosiczka okrągłolistna i aster solny. W ekoparku swoje gniazda budują występujące licznie na kołobrzeskiej plaży łabędzie nieme. Żyją tu tysiące żab. W 2015 odkryto tu stanowisko chrząszcza Laccobius minutus.